# Sclerocactus unguispinus
Sclerocactus unguispinus ist eine Pflanzenart in der Gattung Sclerocactus aus der Familie der Kakteengewächse (Cactaceae).

## Beschreibung
Sclerocactus unguispinus wächst einzeln mit kugelförmigen bis kurz zylindrischen, dicht bedornten, bläulich grünen Trieben, die bei Durchmessern von 7 bis 11 Zentimetern Wuchshöhen von 8 bis 14 Zentimetern erreichen. Es sind 18 bis 21 Rippen vorhanden, die in Höcker gegliedert sind. Die 3 bis 9 Mitteldornen sind weißlich bis dunkel und 1,5 bis 3,5 Zentimeter lang. Der unterste von ihnen ist auswärts bis abwärts gerichtet. Die 15 bis 30 weißlichen Randdornen vergrauen im Alter. Sie sind 1,5 bis 3,3 Millimeter lang.
Die trichterförmigen, schmutzig bräunlichroten Blüten sind bis 2,5 Zentimeter lang. Die ockerfarbenen, trockenen Früchte sind kugelförmig bis kurz verlängert und etwa 9 Millimeter lang.

## Verbreitung, Systematik und Gefährdung
Sclerocactus unguispinus ist in den mexikanischen Bundesstaaten Chihuahua, Coahuila, Durango, Zacatecas und San Luis Potosí verbreitet.
Die Erstbeschreibung als Echinocactus unguispinus wurde 1848 durch Georg Engelmann veröffentlicht. Nigel Paul Taylor stellte die Art 1987 in die Gattung Sclerocactus. Weitere nomenklatorische Synonyme sind Echinomastus unguispinus (Engelm.) Britton & Rose (1922), Neolloydia unguispina (Engelm.) L.D.Benson (1974), Thelocactus unguispinus (Engelm.) G.D.Rowley (1986) und Pediocactus unguispinus (Engelm.) Halda (1998).
In der Roten Liste gefährdeter Arten der IUCN wird die Art als „Least Concern (LC)“, d. h. als nicht gefährdet geführt.

## Nachweise